# دارين فورسيث
دارين فورسيث (بالإنجليزية: Darren Forsyth)‏ (21 يناير 1988 بدبلن في جمهورية أيرلندا - ) هو لاعب كرة قدم أيرلندي في مركز الهجوم. لعب مع غلينافون ونادي شيلبورن ونادي كلية جامعة دبلن ونادي غيتزهد وWarrenpoint Town F.C. ‏ وDunston UTS F.C. ‏ وBray Wanderers F.C. ‏.

## وصلات خارجية
- دارين فورسيث على موقع قاعدة بيانات كرة القدم.إي يو (الإنجليزية)